# 丨部
丨部（こんぶ）は、漢字を部首により分類したグループの一つ。

## 概要
「丨」を筆画としてもつ漢字が収録されている。筆画としては「竪」（ジュ、たて）であり、永字八法では「努」と呼ばれる。
『説文解字』では「丨」は上下貫通の意とされているが、収録されている字は「丨」を意符としているとは言い難く、後述の通り「丨」字は創作字とされる。

## 主な字書での配列
- 説文解字540部：10番目（巻一上、10番目）
- 玉篇542部：155番目（巻十一、14番目）
- 五経文字160部：なし
- 龍龕手鑑242部：なし
- 四声篇海444部：277番目（巻十、15番目）
- 康熙字典214部：2番目（1画、2番目）

## 通称
- 日本：ぼう、たてぼう
- 韓国：뚫을곤부（ttureul gon bu、貫く丨部）
- 中国：竪 (shù)
- 英米：Radical Line

## 部首字
丨

### 字音
- 中古漢語
  - 広韻 - 古本切、混韻
  - 詩韻 - 阮韻、上声
  - 三十六字母 - 見母
- 現代漢語
  - 普通話 - ピンイン：gǔn 注音：ㄍㄨㄣˇ ウェード式：kun3
  - 広東語 - Jyutping:gwan2
- 日本語 - 音：コン
- 朝鮮語 - 音：곤(gon) 訓：뚫을（ttureul、貫通する）

### 字義・字体
『説文解字』に収録されているものの、字として使われた例がなく、分類のために作字されたものである。「コン」という音は「棍」からとられたものである。

## 例字
中・串・𠁳・𠁷

### 最大画数
𠁻（U+2007B）